# قطعنامه ۱۹۲۵ شورای امنیت
قطعنامه ۱۹۲۵ شورای امنیت سازمان ملل متحد که در تاریخ ۲۸ مه ۲۰۱۰ تصویب شد، سندی بین‌المللی دربارهٔ بررسی وضعیت در جمهوری دموکراتیک کنگو است. این قطعنامه طی نشست ۶۳۲۴ام با ۱۵ رای موافق، ۰ مخالف و ۰ ممتنع تصویب شد.